# 阿尔蒂格
阿尔蒂格（法語：Artigues，法語發音：[aʁtiɡ] ⓘ）是法国普罗旺斯-阿尔卑斯-蓝色海岸大区瓦尔省的一个市镇，属于布里尼奥勒区。

## 地理
阿尔蒂格（43°35'36"N, 5°48'39"E）面积31.85 平方千米，位于法国普罗旺斯-阿尔卑斯-蓝色海岸大区瓦尔省，该省份为法国东南部沿海省份，北起上普罗旺斯阿尔卑斯省，西北角与沃克吕兹省接壤，西接罗讷河口省，南濒地中海，东临滨海阿尔卑斯省。
与阿尔蒂格接壤的市镇（或旧市镇、城区）包括：日纳塞维、埃斯帕龙、奥利耶尔、普里耶尔、里扬斯。
阿尔蒂格的时区为UTC+01:00、UTC+02:00（夏令时）。

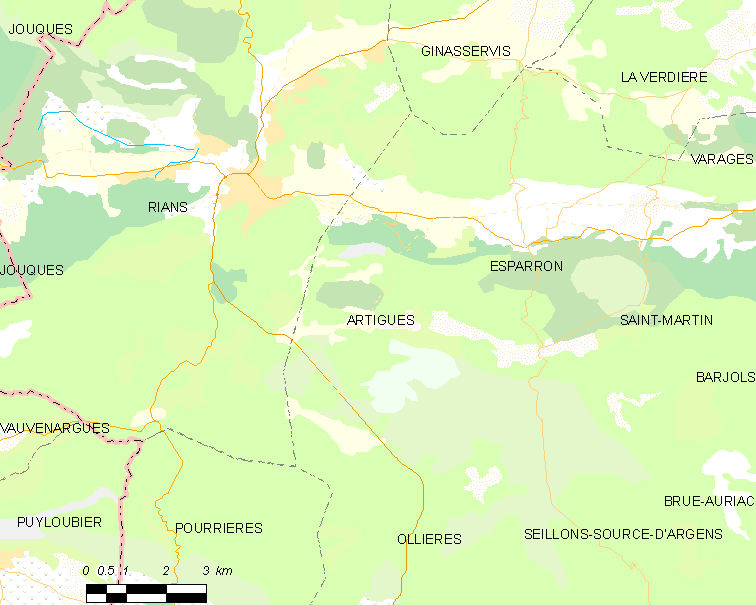
阿尔蒂格的OSM定位图

## 行政
阿尔蒂格的邮政编码为83560，INSEE市镇编码为83006。

## 政治
阿尔蒂格所属的省级选区为圣马克西曼-拉圣博姆县。

## 人口

1962-2008年间阿尔蒂格人口变化图示

阿尔蒂格于2022年1月1日时的人口数量为286人。